# Gregory Sutton
Gregory Sutton (Montréal, 19 aprile 1977) è un ex calciatore canadese, di ruolo portiere.